# Avenida Cinco de Outubro
A Avenida Cinco de Outubro é uma via  importante em Lisboa. Localizada em São Sebastião da Pedreira, na atual freguesia das Avenidas Novas, tem início junto da Maternidade Alfredo da Costa e termina junto à Cidade Universitária de Lisboa. É paralela à Avenida da República.
Antigamente denominada Avenida António Maria d'Avellar, viu, após a revolução republicana de 1910, o seu nome ser mudado para a denominação atual.
É há vários anos uma zona sobretudo de escritórios, e onde estiveram as sedes de várias grandes empresas e bancos, tais como o foi o caso do Banco Nacional Ultramarino e da RTP - Rádio e Televisão de Portugal.